# 北馬 (北門區)
北馬是臺灣臺南市北門區的一個傳統地域名稱，是舊時學甲十三庄的渡仔頭莊頭內的聚落角頭之一，也是北門錦湖里最北邊的聚落，在學甲慈濟宮八個選舉區中屬於北門區，行政區曾經規劃在北門鄉的錦湖村中，2018年1月29日臺南市實施里鄰編組調整，現為北門區錦湖里境內的一個聚落。

## 地理位置
就傳統的學甲十三庄47角頭，北馬是最為北邊的角頭聚落，另以現在的鄰里行政區，也是錦湖里甚至北門區最北邊的聚落。其位置在八掌溪南岸，其中南1號道路沿著聚落邊緣由西北向東南經過，西邊約500則有61號快速道路由北向西南經過，聚落北邊多為洋香瓜田，其餘3面則大多是養殖業。

## 脈絡
北馬仔（Pak-bé-á）的開墾並非是隨鄭成功來臺的軍民，此地的開墾源於清朝中期，初期進入開墾多以郭姓為主，墾民乃來自大陸福建地區。此外，北馬先民初墾區域亦非現今的北馬仔聚落，而是向東方向的八掌溪流域內，只是在清後期時八掌溪發大水，導致原北馬聚落遭嚴重水患，加之此時八掌溪的河道又不斷地向南改變，因而整個聚落被大水所淹沒，因此，庄民們不得不往各方向進行遷徙。
當時遷徙最東邊的是往東南的渡子頭，但遷徙至此的人數不是很多。向北方遷徙的路線，則是到今日嘉義縣義竹鄉的菅（竿）仔寮以及過路仔等兩庄頭，菅（竿）仔寮即今日的官和村，而過路仔約為今日的東過村、西過村一帶，庄民在遷徙後亦不斷地開墾括庄。至於往西邊遷徙的庄民則到西爿寮仔，在與當地結合成一個庄頭，當地原是有五口的陳姓住民，兩庄合併成目前的新庄頭後，仍是以北馬仔作為庄頭的稱呼，至於原被水淹沒的舊庄頭則改稱大北馬仔或者舊北馬。
至於庄頭名稱「北馬」或者「大北馬」由來，向來有幾個主要的說法。其一的說法是早期的大北馬有一大片的草地，因初墾的先民在此用野放方式來飼養馬匹，而日後進入此地開墾的庄民逐漸增加後，便形成了一個庄頭聚落，加上此聚落又是舊時學甲十三庄最北邊的聚落，故而稱其為北馬。最後一種說法，則是大北馬是大北「尾」的誤稱，馬與尾在臺語的發音分別是「bé」與「bué/bé」，兩字念法非常接近，久而久之便將大北尾誤以為大北馬。至於為何稱此庄頭為大北尾，也與地理位置有關，乃因北馬聚落是舊時十三庄中最北的庄頭，以地圖來看就是北方最「尾」的庄頭聚落，故而稱為大北尾。
在清領臺灣時在學甲開發，是以學甲以及中洲兩地作為聚落的發展核心，向各地進行移墾開發，日後也逐漸形成了兩個生活影響圈，分別是學甲生活影響圈以及中洲生活影響圈等兩個系統，而其中的北馬仔聚落則是屬於中洲生活影響圈。

## 交通
北馬仔是一個小型聚落，主要道路僅南1號道路道路自聚落西北角沿著外圍，一直往東南方向經過，並於聚落外約100m處與北馬堤防相會，而南1線自聚落西北起向南至將軍區的仁和里，整條境內道路全長約12.1km。

## 建築與機關單位

### 北馬堤防
由於八掌溪長期有水患之虞，因而在其所經過的流域中，也不時會有一些相關的措施或者建物，以用來祈求或者抵禦水患的發生。一如在北門位於永隆溝北邊的港北庄頭，便在其庄頭的東方入口處擺放一顆石敢當，此石敢當是在1920年前後，庄民們在不斷受八掌溪水患之庫後，向當地所供俸的神祇廣澤尊王所祈求而來的。而在1959年臺灣中南部發生史上最大的水災87水災，位於八掌溪水患區的北門自然首當其衝，在災情之後當地人士便極力爭取防災建設，於是北馬堤防便開始興建，至此八掌溪對於北門的水患便大為減少，然而，此後雖沒有了水患的困擾，但積留於北門港的淤沙從此也無法藉由洪水來沖走，造成日後此地無法再有河港的功能，也因此影響到日後居民的經濟生態。

### 北馬活動中心
坐落於北門的角頭廟馬太興宮旁邊，建於1999年是北馬聚落舉辦各項活動的主要場地，平時也作為北馬社區對居民的照顧與關懷據點，其內並組織有環保義工隊對社區清潔進行維護，而若遇有災情（大多為水患居多）發生時，也是社區的防災中心。

## 宗教
中壇元帥一開始便是北馬聚落的庄神，而初始之際為先民中的郭山藻（1862-1874），時任職於柳營區五軍營，是清代同治年間的武秀才，當時郭氏自柳營的小腳腿分靈回庄奉祀，惟一開始並無建廟供俸，供俸方式為由全庄的庄民予以輪流奉祀，此情形直到1983年才建廟來供奉，並訂廟名為太興宮，且到了1993年舉行廟宇的慶成敬土祈安清醮。落成後的太興宮主祀為中壇元帥，陪祀的神祇則有註生娘娘、福德正神、虎爺等，而因太興宮是早期學甲十三庄的角頭之一，所以也會參與學甲慈濟宮的上白礁以及刈香等活動。

## 產業
早期的北馬因八掌溪有著豐富的水產資源，加上當時陸地又瀕臨海邊，故而當地居民多以漁獲以及鹽業為主要經濟來源，而北馬又兼具有糖業的生產。惟日後因天候的作用下海岸線逐漸向外延伸，加上八掌溪又失去漁獲功能，居民的經濟型態漸漸地有了改變，除部分居民改以養殖外，另一部分則改成了農業，其中以種植洋西瓜較有成果。

## 事件、傳說佚事

### 流浪犬
北門與學甲兩區的北部因多為魚塭或者農地，除了幾個庄頭聚落人口較為集中外，仍然有著一些戶數或者人口稀少的聚落，北馬就是屬於人口稀少聚落之一，也因為至些區域地廣人稀或者空地太多的因素，造成這些地區聚集了不少的流浪狗，於是便衍生出許多的野狗傷人事件。
而野狗有群聚的習性，野狗不僅經常追逐在田間的老鼠，更不時在庄民的洋香瓜田中肆意的奔跑，不但將一防蟲的設施破壞，更甚者，也將瓜田踩踏的亂七八糟，嚴重影響作物的收成。為此，庄民們在外出時，甚至攜帶沖天炮來防身或者驅趕眾多的野狗。

### 痟狗牌（Siáu-káupâi）傳說
北馬仔聚落的脈絡過程中，要以聚落中武秀才郭山藻的後代族人郭牌最有話題。郭牌在地方上因有成就祖先的關係，因此家族在地方上是有頭有臉，其個人的處世也甚為講講氣，甚至鄰近的庄頭居民有糾紛，也會請他出面來處理，曾經因處理渡仔頭庄內的糾紛，而獲得一大片農地，而這片土地人稱為「公親園仔」。
不過郭牌雖為人講義氣，然其脾氣卻也非常的暴躁，因而他也有痟狗牌的稱號。據說有一次他的僕人與婢女私通甚至最後還生子，他一氣之下不僅將兩個下人處死，甚至還將殺害了兩人的孩子，所以聚落中有「痟狗牌一日害三命」的傳說。

### 錦湖里的命名
北馬聚落雖為錦湖里境內數個舊聚落中的一個，然而錦湖里名稱的由來，卻是由北馬聚落中的知名人士郭山藻所命名，乃因郭氏在光復後曾回大陸漳州龍溪縣石保村的錦湖社省親，在返回臺灣後，因甚為思念家鄉錦湖社，也因當時的身分之故，便順勢將在臺灣的居住地改為錦湖村，之後於2018年因臺南縣市合併，其後進行里鄰編組及調整之故又改為錦湖里。

## 圖集

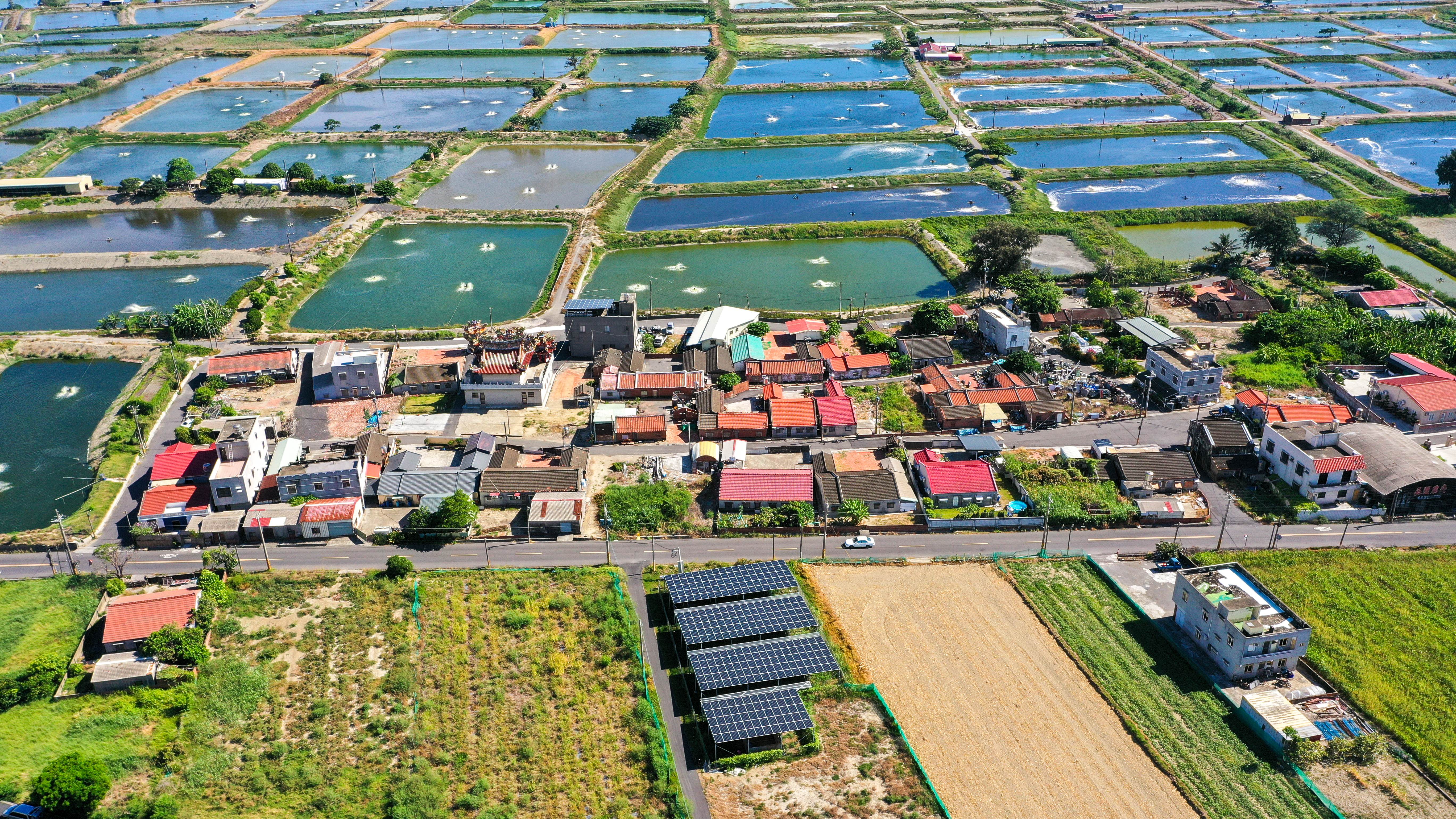
北門區北馬-聚落空照
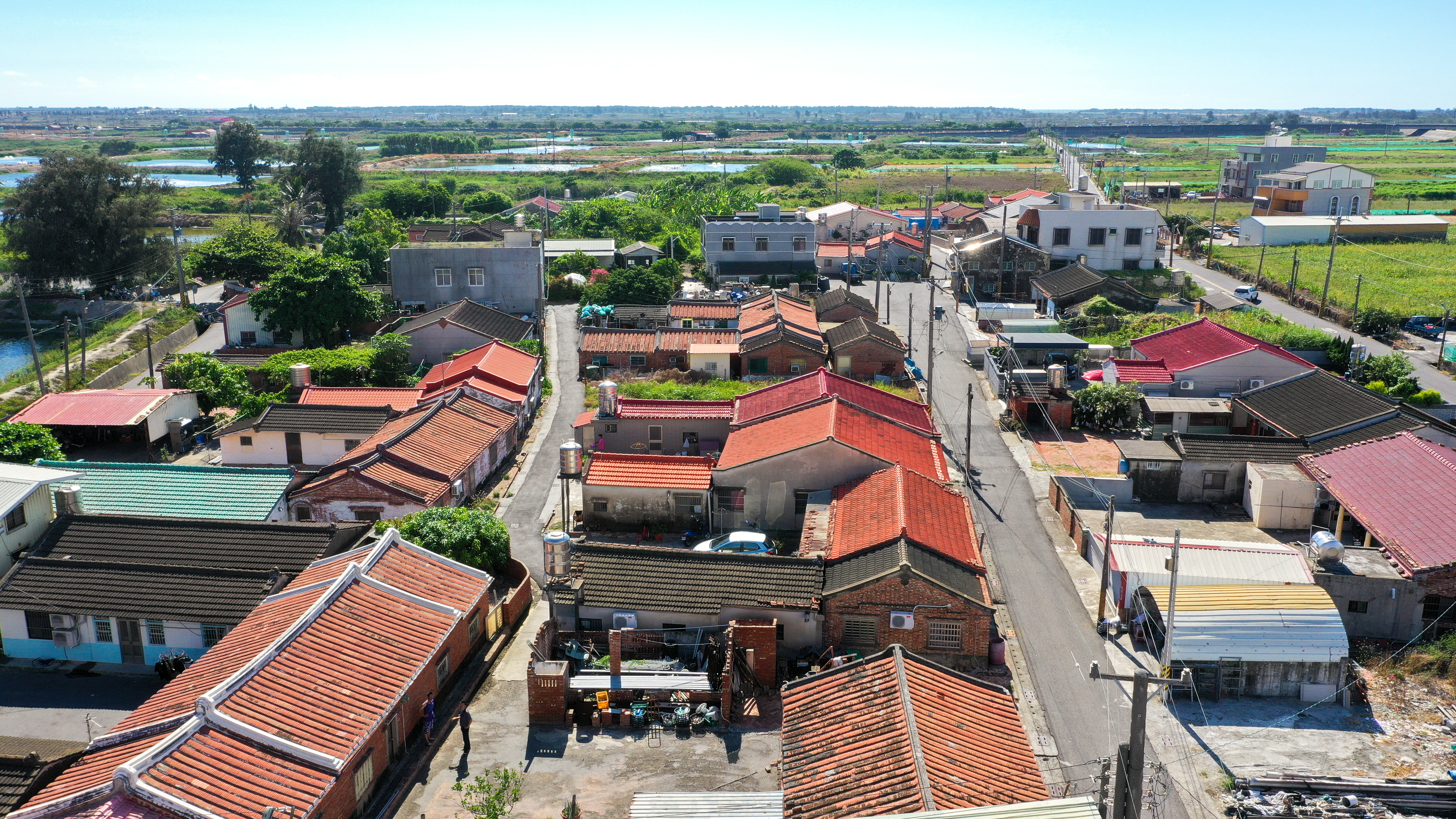
北門區北馬-聚落屋舍
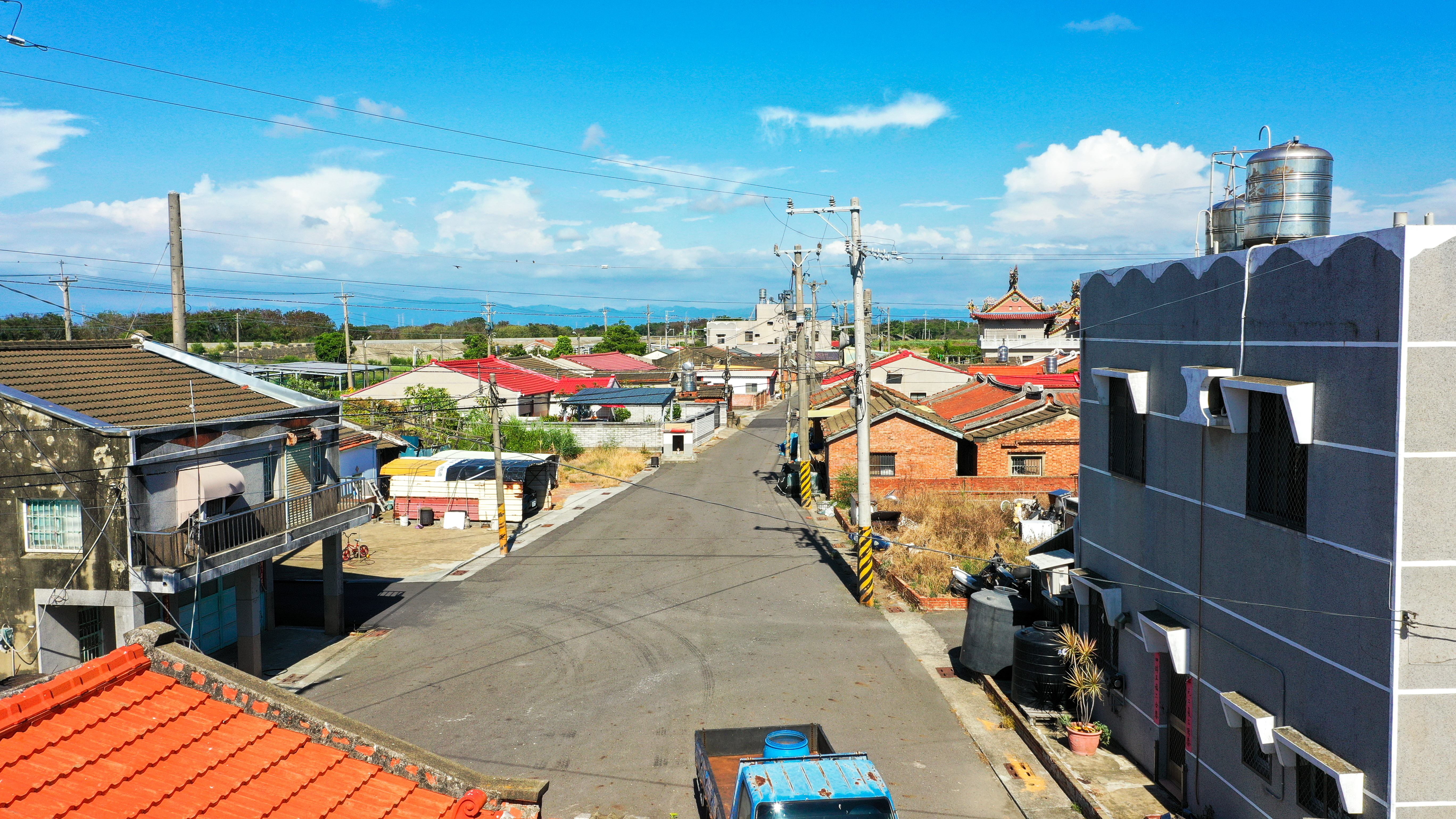
北門區北馬-聚落街道
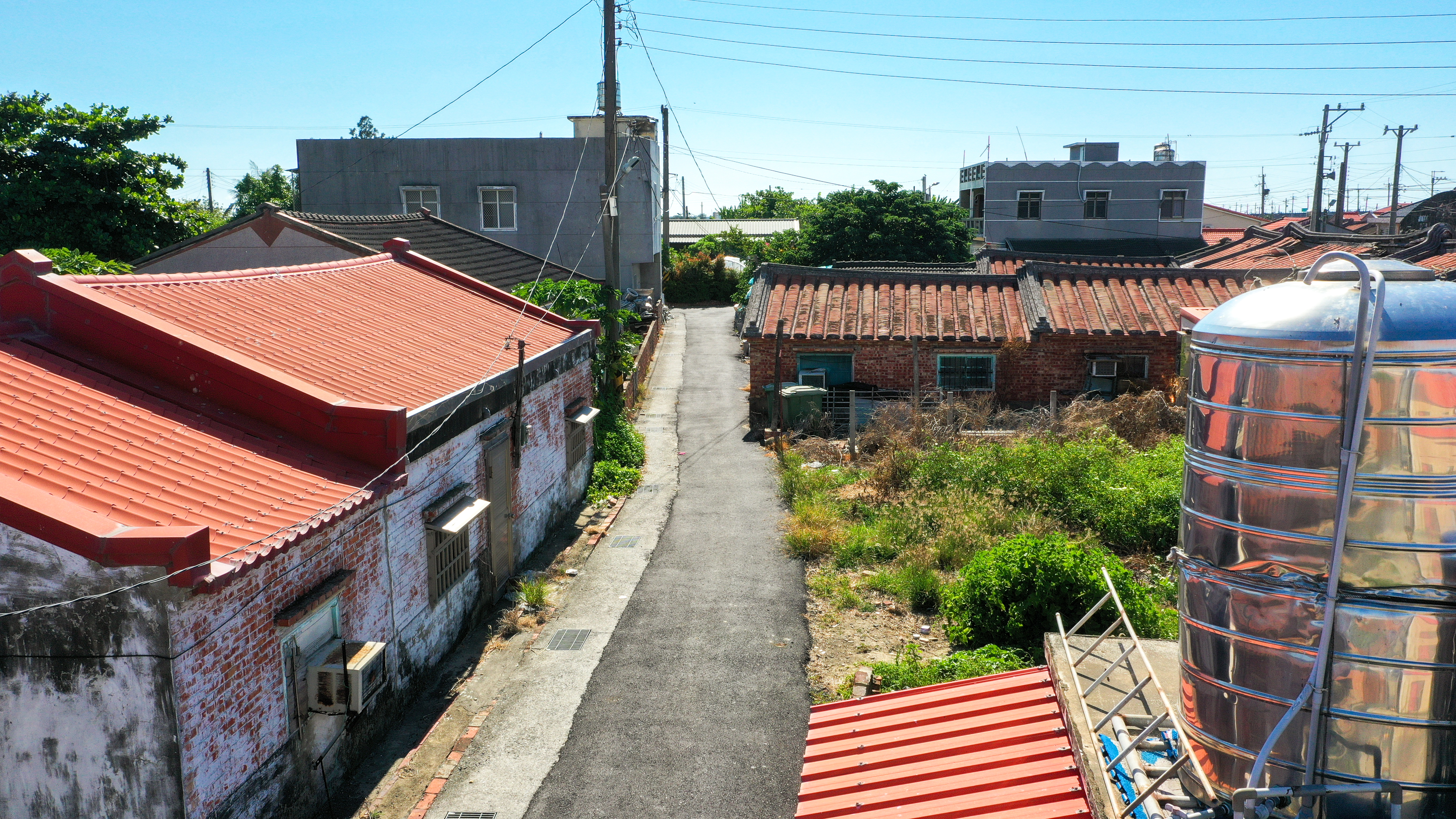
北門區北馬-聚落內小巷
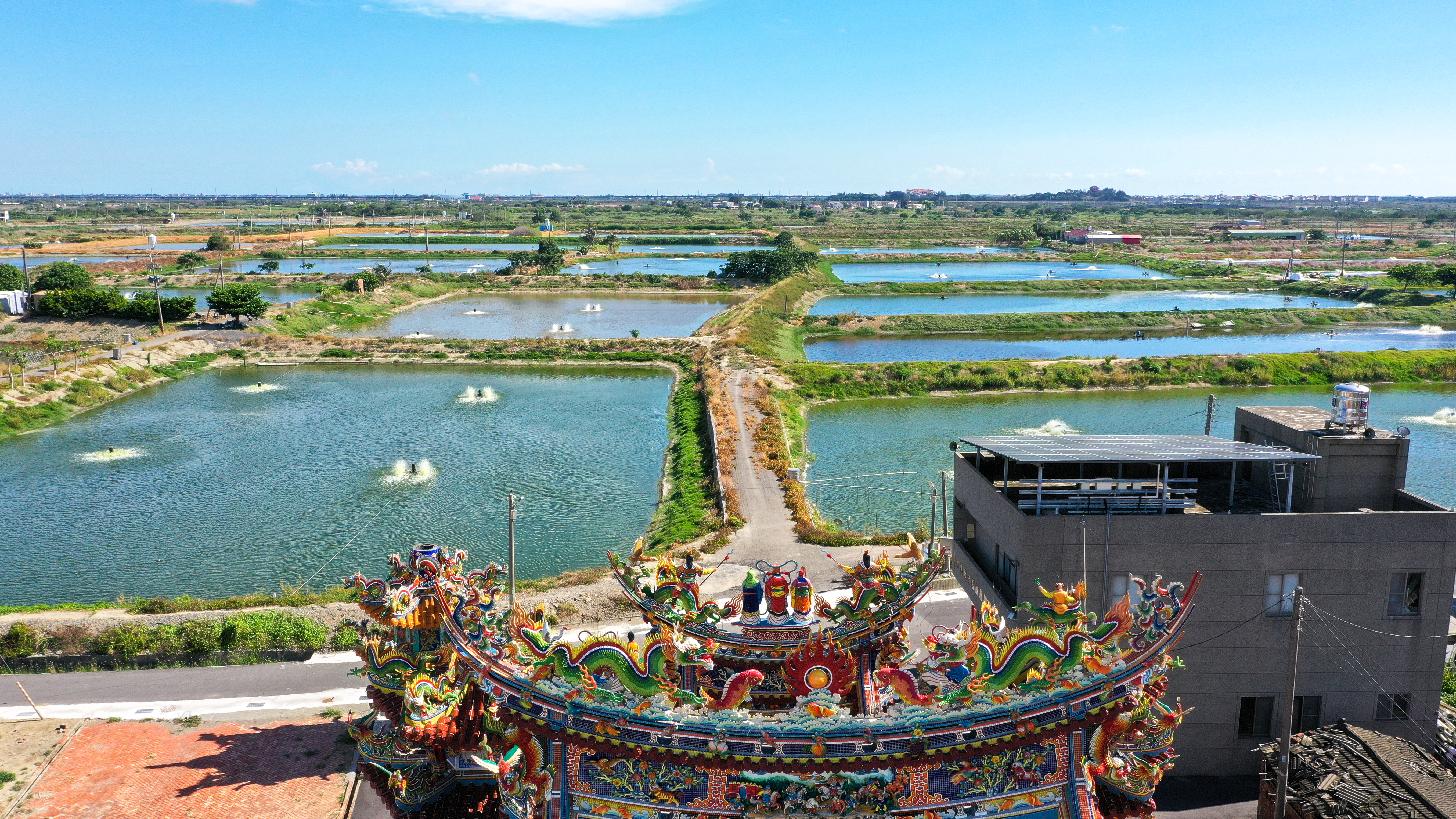
北門區北馬-聚落內魚塭
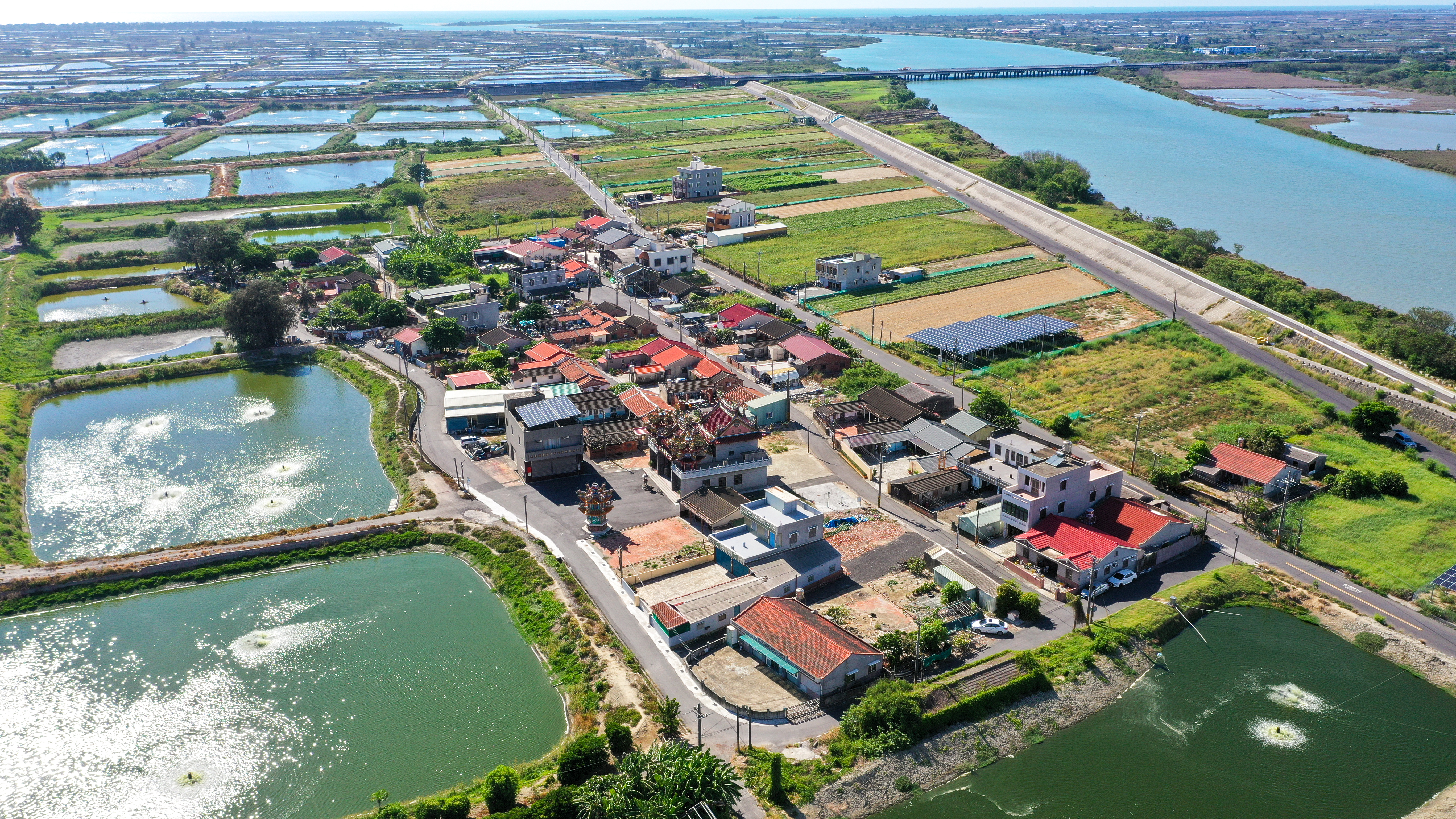
北門區北馬-聚落內農田